# Северокорейско-южнокорейские отношения
Отношения между КНДР и Республикой Корея начались с разделения Кореи в 1945 году, после поражения Японии во Второй мировой войне. На данный момент между странами действует соглашение о перемирии, но они все ещё находятся в предвоенном состоянии. Обе стороны претендуют на всю территорию полуострова.

## История
Разделение Кореи на КНДР и Республику Корея произошло в 1945 году после поражения Японии, до этого правившей Кореей, во Второй мировой войне. США и СССР подписали соглашение о совместном управлении страной. Линия раздела зон влияния двух сверхдержав прошла по 38-й параллели.
- 15 августа 1945 года — Япония капитулирует во Второй мировой войне, Корея выходит из-под управления Японии.
- 22 августа 1945 года — СССР входит в Пхеньян.
- 8 сентября 1945 года — США входят в Сеул.
- 1946 год — Совместная комиссия СССР и США по формированию правительства Кореи распущена.
- 1947 год — ООН учредила Временную комиссию по Корее.
- 10 мая 1948 года — под эгидой ООН проводятся выборы в Республике Корея.
- 15 августа 1948 года — основана Республика Корея.
- 9 сентября 1948 года — основана КНДР.

## Создание Республики Корея
История Республики Корея как государства начинается с разделения Корейского полуострова в 1945 году. Гражданское правительство было создано в 1948 году, начиная с Первой Республики. Ли Сын Ман становится первым президентом.

## Создание КНДР
В 1945 году освобождённый от японского господства Корейский полуостров был разделён на зоны влияния США и СССР. Северная часть полуострова находилась под советским контролем. КНДР была провозглашена 11 сентября 1948 года. Ким Ир Сен был объявлен главой Временного Народного Комитета Северной Кореи в феврале 1946 года. Затем стал премьер-министром, должность, которую он занимал до 1972 года, прежде чем стать президентом.

## Корейская война
- 25 июня 1950 года — начало Корейской войны.
- Июль 1950 года — формирование сил ООН. Силы ООН отброшены на Пусанский периметр.
- Сентябрь 1950 года — высадка десанта войск ООН в Инчхоне. Вскоре силы ООН достигли маньчжурской границы.
- Ноябрь 1950 года — китайские войска вступили в войну, силы ООН перемещены к 38-й параллели.
- 27 июля 1953 года — между силами ООН, КНДР и РК подписано соглашение о перемирии.

## Холодная война
- Инцидент 18 августа 1976 года — военное столкновения в демилитаризованной зоне.
- Покушение на Пак Чон Хи (1968) и Рангунский теракт — попытка северокорейского спецназа убить президентов Республики Корея.
- Взрыв Boeing 707 над Андаманским морем и Захват YS-11 — северокорейские диверсии против южнокорейских гражданских самолётов.
- Подземные тоннели для нападения на Юг — туннели, прорытые северокорейцами в демилитаризованной зоне.

## После 1991 года

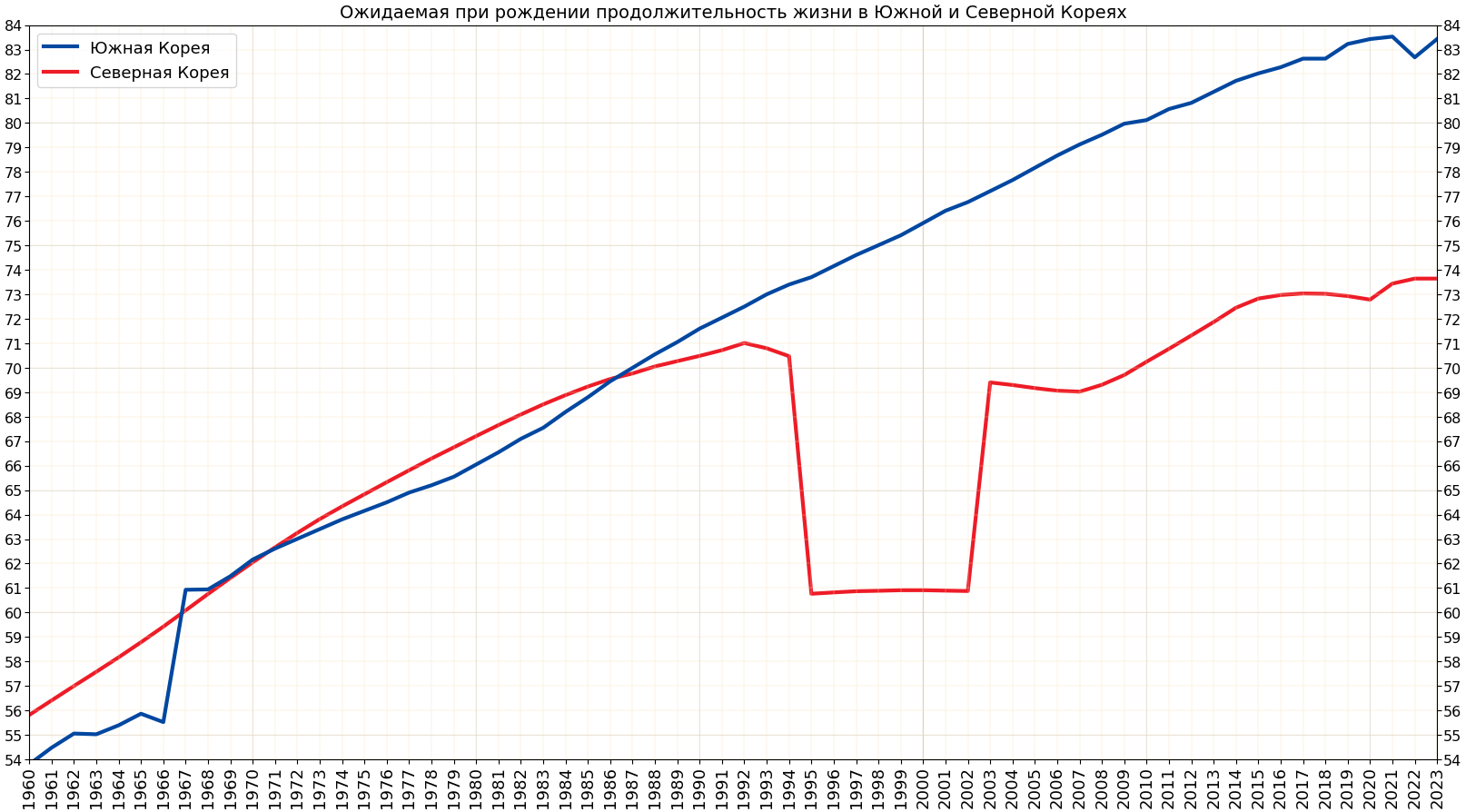
Сравнение ожидаемой продолжительности жизни в Южной и Северной Кореях

## Взаимная пропаганда

### Громкоговорители
Громкоговорители на границе между КНДР и Южной Кореей впервые были установлены Южной Кореей в 1963 году, а затем неоднократно использовались и демонтировались обеими сторонами. Последняя крупная установка и запуск вещания из громкоговорителей Южной Кореей произошли 9 июня 2024 года, в ответ на новые провокации со стороны КНДР.
Южная Корея начала использовать громкоговорители для психологической пропаганды против КНДР с 1963 года и регулярно применяла их до 2004 года, когда стороны договорились прекратить их использование.
В разные годы, включая 2016 и 2015, Южная Корея возобновляла вещание через громкоговорители в ответ на ядерные испытания КНДР и другие инциденты на границе.
В апреле 2018 года Сеул и Пхеньян договорились приостановить работу подобных устройств в рамках усилий по деэскалации.
9 июня 2024 года Южная Корея вновь установила громкоговорители на границе и возобновила вещание после долгого перерыва (с 2016 года), как ответную меру на повторные запуски Северной Кореей воздушных шаров с мусором.
КНДР также использовала свои громкоговорители в ответ, в частности, активировав их после подобных действий Южной Кореи, и оба государства периодически демонтируют оборудование в периоды потепления отношений или под давлением соглашений, как это произошло в августе 2025 года.
Оба государства устанавливали и убирали громкоговорители в зависимости от политической ситуации и межкорейских соглашений, а также в ответ на различные провокации.

### Другие способы
Помимо громкоговорителей, обе стороны используют различные методы пропаганды на границе и внутри страны:
Южная Корея активно применяла теле- и радиопрограммы, такие как «Народный голос» и «Эхо надежды», направленные на жителей КНДР, где продвигались южнокорейские ценности и критика северокорейского режима. Также использовались трансляции K-pop и передач с новостями о жизни на Юге. Кроме того, организовывались акции с воздушными шарами, на которых распространяли листовки, USB-носители с фильмами и новостями, а также денежные купюры.
Северная Корея в ответ транслировала через свои динамики громкие шумы, музыкальные перебивки, рычание животных и звуки гонгов, что было призвано мешать восприятию южнокорейской пропаганды и вызывать дискомфорт жителей приграничных южнокорейских районов. Пхеньян также использует собственные листовки, пропагандистские материалы и агитацию об успехах строя через свои СМИ.
В последние годы обе стороны периодически прекращали или возобновляли такую деятельность в зависимости от политической обстановки и лидеров страны.
На протяжении десятилетий Южная Корея развивала отдельные каналы (на радио и ТВ), нацеленные на северокорейскую аудиторию, но с июля 2025 года эти программы были приостановлены по инициативе нового президента Ли Чжэ Мёна с целью снижения напряжённости и перехода к диалогу.

## 2013 год
1 января 2013 года Ким Чен Ын в новогоднем обращении к народу призвал улучшить отношения с Южной Кореей. Северная Корея объявила о своих намерениях 24 января 2013 года об атаке Соединённых Штатов своей ракетно-ядерной программой. В заявлении она объявила США «заклятым врагом корейского народа».
Во время учений Foal Eagle 2013, проводимой между Республикой Корея и США, Корейская Народно-Демократическая Республика пригрозила отказаться от корейского соглашения о перемирии, утверждая, что учения угрожают безопасности КНДР и что США не желают вести переговоры о мирном договоре, который должен был заменить перемирие. Газета JoongAng Ilbo сообщила, что корабли ВМС США, оснащённые ядерным оружием, принимали участие в учениях, и Пентагон публично объявил, что бомбардировщики Б-52 пролетали над Южной Кореей, подтверждая наличие «ядерного зонтика» над Кореей.
8 марта 2013 года правительство КНДР объявило, что страна выходит из всех пактов о ненападении с Республикой Корея в ответ на резолюцию ООН 2094. 11 марта 2013 года Соединённые Штаты и Южная Корея на фоне высокой напряжённости начали военные учения, и Пхеньян решительно осудил их.
4 апреля 2013 года КНДР передвинула ракеты средней дальности на восточное побережье, возможно, в рамках подготовки к учениям или тест-стрельбам. Многие страны, в частности Япония, Республика Корея и США, рассматривают этот шаг как продолжение попыток КНДР спровоцировать войну в начале 2013 года.

## 2018 год

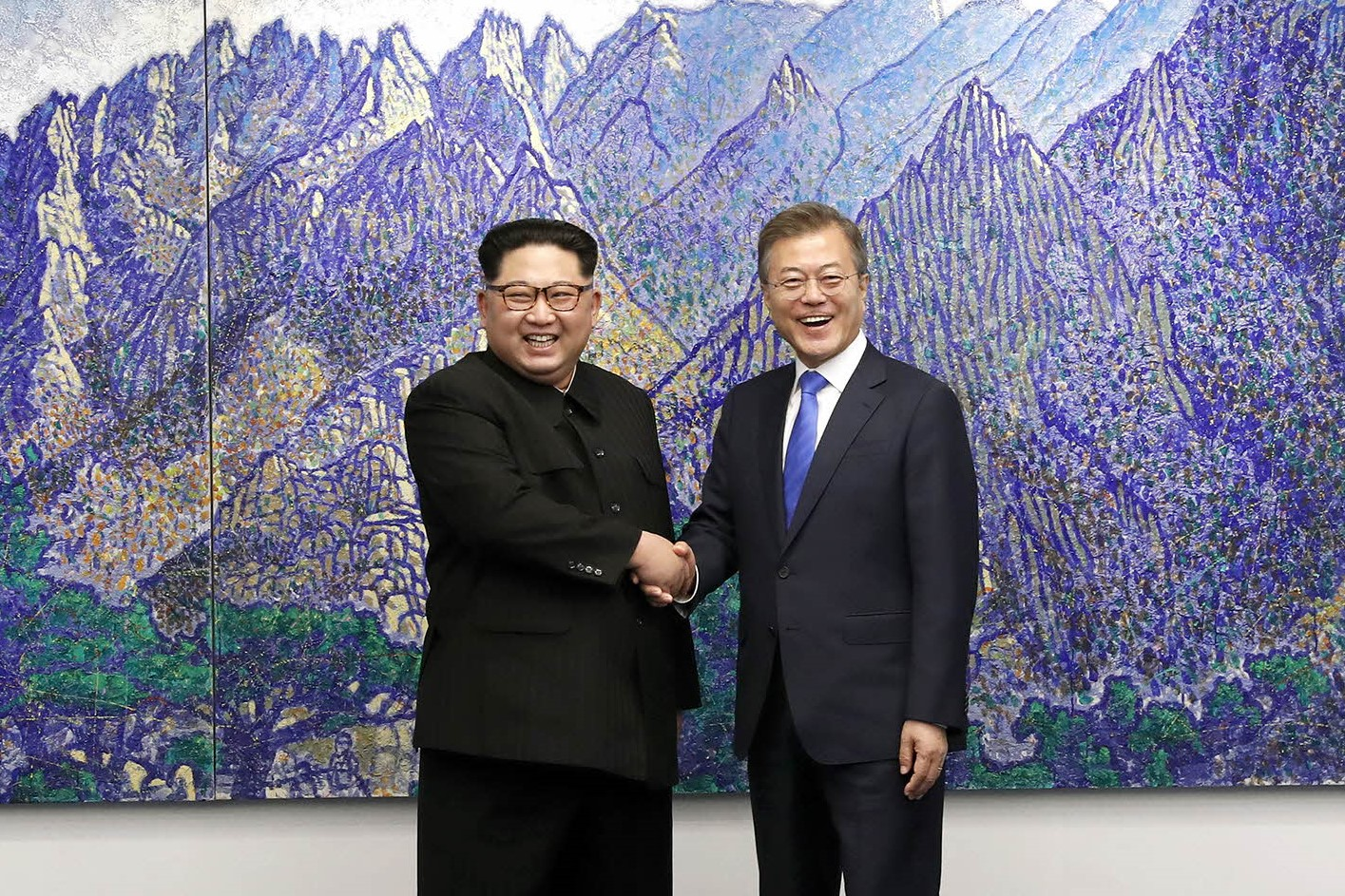
Верховный лидер Северной Кореи Ким Чен Ын (слева) и президент Южной Кореи Мун Чжэ Ин (справа)

3 января 2018 года КНДР возобновила линию специальной связи в приграничном пункте Пханмунджом и связалась с Республикой Корея. Об этом сообщает «Ренхап» со ссылкой на представителя министерства объединения Южной Кореи. Звонок со стороны КНДР поступил 3 января 2018 года в 15:30 (UTC+9). Подробности переговоров не сообщались. Телефонная связь и факс по линии связи работают в нормальном режиме.
9 января 2018 года прошли переговоры представителей КНДР и Республики Корея в демилитаризованной зоне в деревне Пханмунджом в здании с символичным названием «Дом Мира». Мероприятие завершилось принятием совместного заявления из которого следует, что обе стороны готовы сделать шаги по снижению военной напряжённости на Корейском полуострове и продолжить диалог.
20 января 2018 года в штаб-квартире Международного олимпийского комитета в Лозанне состоялась встреча представителей КНДР и Республики Корея, Национальных олимпийских комитетов (НОК) двух стран, оргкомитета Игр-2018 и МОК, на котором была подписана декларация об участии северокорейской делегации на Олимпиаде. Стороны согласовали проход объединённой делегации на открытии Игр, а также участие объединённой корейской женской сборной по хоккею с шайбой.
6 марта 2018 года верховный лидер КНДР Ким Чен Ын провёл переговоры с представителями официальной делегации Республики Корея, в ходе которых обсуждались улучшение отношений между Республикой Корея и КНДР и вопросы по снижению напряжённости на Корейском полуострове.
21 марта 2018 года Республика Корея предложила КНДР провести переговоры на высоком уровне 29 марта 2018 года в северокорейском здании «Тонгилгак» в деревне перемирия Пханмунджом.
27 апреля 2018 года представители КНДР и Республики Корея договорились провести в Пханмунджоме двусторонний саммит.
2 мая 2018 года военнослужащие армии КНДР и армии Республики Корея начали демонтаж громкоговорителей на границе в демилитаризованной зоне.
5 мая 2018 года в КНДР перевели часы для перехода на единый стандарт с Республикой Корея.
24 июля 2018 года Министерство национальной обороны Республики Корея сообщило о намерении сократить количество караульных постов в демилитаризованной зоне на границе с КНДР.
8 августа 2018 года северокорейская газета «Нодон Синмун» обвинила южную Корею в попытках возобновить конфронтацию и подорвать примирительный настрой, выстроенный между двумя государствами.
13 августа 2018 года представители КНДР и Республики Корея договорились о проведении третьего межкорейского саммита в Пхеньяне в сентябре 2018 г.
20 августа 2018 года начали проведение первой за последние три года встречи семей, разделённых Корейской войной 1950—1953 годов.

## 2021 год
27 июля 2021 года страны договорились о возобновлении работы прямой линии связи между Пхеньяном и Сеулом. Также лидеры государств договорились о восстановлении взаимного договора и возобновлении дипломатических отношений.
В августе 2021 года США совместно с Республикой Корея проведут военные учения. На период с 10 по 13 августа 2021 года запланирован этап отработки действий в кризисных ситуациях при помощи компьютерного моделирования. Основной этап командно-штабных учений запланирован на период с 16 по 26 августа. Руководство КНДР выразило протест правительству Южной Кореи, назвав совместные учения актом агрессии, отметив, что данный шаг со стороны Сеула является предательством договоренностей по мирному урегулированию ситуации на полуострове.
Комитет соблюдения совместной декларации призвал правительство Республики Корея отменить санкции, введённые Сеулом в 2010 году в отношении КНДР, а также возобновить деятельность на закрытом совместном промышленном комплексе. 
4 октября 2021 года КНДР и Республика Корея успешно восстановили линии экстренной связи. Министерство объединения Республики Корея назвало данное событие «первым шагом на пути к восстановлению межкорейских отношений». 
4 октября 2021 года официальный представитель государственного департамента США Нед Прайс заявил, что Вашингтон всесторонне приветствует восстановление линий связи между КНДР и Республикой Корея. По его словам, США поддерживают межкорейское взаимодействие и сотрудничество и будут способствовать стабилизации отношений между КНДР и РК.  
6 октября 2021 года Единый демократический отечественный фронт КНДР опубликовал заявление, в котором Пхеньян обвиняет Сеул в отсутствии стремлений, направленных на улучшение отношений между двумя странами, а также указывает на провокационный характер военного сотрудничества между Республикой Корея и США.   
31 октября 2021 г. в рамках саммита G20 в Риме министр объединения Республики Корея Ли Ин Ён провёл переговоры с главой Всемирной продовольственной программы. В ходе встречи стороны обсудили ситуацию вокруг КНДР и сошлись во мнении о необходимости поставки гуманитарной помощи северокорейскому населению.   
30 октября 2021 г. несколько северокорейских СМИ опубликовали материалы, в рамках которых негативно прокомментировали проходящую в Республике Корея аэрокосмическую выставку «Seoul ADEX 2021». Также в публикациях СМИ упоминались совместные учения ВС США и Республики Корея, которые "представляют угрозу для национальной безопасности КНДР".        

## 2022 год
22 марта 2022 г. избранный президент Республики Корея Юн Сок Ёль назвал запуск снарядов из реактивных систем залпового огня вооруженными силами КНДР нарушением межкорейского всеобъемлющего соглашения в военной сфере, подписанного в сентябре 2018 года.
27 июля 2022 г. администрация президента Республики Корея выразила сожаление тем, что в речи по случаю годовщины окончания Корейской войны лидер КНДР Ким Чен Ын сделал «угрожающие заявления» в адрес Сеула. Также правительство Республики Корея отметило, что сохраняет готовность, чтобы отреагировать решительно и эффективно на любую провокацию Пхеньяна.
13 октября 2022 г. военные Республики Корея зафиксировали десятки истребителей КНДР на границе. 
19 октября 2022 г. КНДР произвела около 250 артиллерийских выстрелов в сторону Японского моря в районе демилитаризованной зоны.   
В ноябре 2022 г. США, Япония и Республика Корея сделали заявление, согласно которому правительства стран намерены ужесточать санкции в отношении КНДР. Причиной стали активные ракетные пуски, проводившиеся Пхеньяном, которые были восприняты как угроза региональной безопасности.   
Около 10:25 26 декабря 2022 г. беспилотники КНДР нарушили авиационное пространство Республики Корея. Южнокорейские военные по тревоге подняли истребители для перехвата БПЛА. Оказалось, что БПЛА залетели в район Кимпхо, Паджу и островов Канхва в провинции Кёнгидо. Авиация Южной Кореи произвела предупреждающие выстрелы, чтобы вражеские объекты развернулись и улетели обратно. В министерстве обороны Южной Кореи сообщили, что один из поднявших по тревоге истребителей КА-1 разбился во время охоты на беспилотники. Двум пилотам удалось катапультироваться: их госпитализировали.   

## 2024 год
Официальный представитель МИД Республики Корея Лим Су Со заявил, что правительство Республики Корея испытывает серьезную обеспокоенность из-за передачи за рубеж оружия производства КНДР, поскольку это запрещено резолюциями Совета Безопасности ООН.
9 февраля 2024 года Ким Чен Ын заявил, что имеет законное право уничтожить Южную Корею.

## Примечание
1. 1 2  Южная Корея начнет вещание из громкоговорителей на границе с КНДР
2. ↑  Южная Корея вновь включила динамики на границе с КНДР - BBC News Русская служба
3. ↑  Южная Корея возобновила вещание в КНДР через громкоговорители на фоне «мусорных атак» Севера
4. ↑  Южная Корея начнет вещание через громкоговорители на границе с КНДР
5. ↑  Южная Корея возобновит вещание через громкоговорители на границе с КНДР - Ведомости
6. ↑  КНДР начала демонтаж громкоговорителей вдоль границы с Южной Кореей - РИА Новости, 09.08.2025
7. ↑  В Южной Корее начали демонтировать громкоговорители, вещавшие на КНДР
8. ↑  Южная Корея начала демонтаж громкоговорителей на границе с КНДР — Коммерсантъ
9. ↑  КНДР демонтирует громкоговорители на границе с Южной Кореей — DW — 10.08.2025
10. 1 2  СМИ: Южная Корея прекратила вещание пропагандистских программ против КНДР - РИА Новости, 21.07.2025
11. 1 2  Сеул демонтирует громкоговорители на границе для снижения напряженности в отношениях с Пхеньяном | Евронью́с
12. ↑  Южная Корея демонтирует пропагандистские громкоговорители с границы с КНДР
13. ↑  КНДР начала убирать громкоговорители на границе с Южной Кореей
14. ↑  Сеул начал демонтаж громкоговорителей вдоль границы с КНДР - Ведомости
15. ↑  New Year Address Made by Kim Jong Un Архивировано 16 апреля 2013 года.
16. ↑  Lucy Williamson. North Korea's Kim Jong-un makes rare new year speech. // BBC (1 января 2013). Дата обращения: 5 апреля 2013. Архивировано 19 апреля 2013 года.
17. ↑  David Sanger (24 января 2013). North Korea Issues Blunt New Threat to United States. // The New York Times. Архивировано 24 января 2013. Дата обращения: 24 января 2013.
18. ↑  Korean Armistice Agreement Will No Longer Exist: Rodong Sinmun. // KCNA. 7 марта 2013. Архивировано 12 марта 2013. Дата обращения: 21 марта 2013.
19. ↑  U.S. nukes to remain in South. // JoongAng Ilbo. 12 марта 2013. Архивировано 15 марта 2013. Дата обращения: 21 марта 2013.
20. ↑  Choe Sang-Hun (21 марта 2013). North Korea Threatens U.S. Military Bases in the Pacific. // New York Times. Архивировано 21 марта 2013. Дата обращения: 21 марта 2013.
21. ↑  North Korea ends peace pacts with South. // BBC. Архивировано 8 марта 2013. Дата обращения: 8 марта 2013.
22. ↑  Lucy Williamson. US-South Korea drills begin amid North Korea tensions. // BBC (11 марта 2013). Дата обращения: 5 апреля 2013. Архивировано 19 апреля 2013 года.
23. ↑  North Korea Moves Missile to Its East Coast. // The Wall Street Journal. Архивировано 19 апреля 2013 года.
24. ↑  РК предложила КНДР провести переговоры на высоком уровне 29 марта_Russian.news.cn. russian.news.cn. Дата обращения: 21 марта 2018. Архивировано 21 марта 2018 года.
25. ↑  КНДР и Южная Корея договорились провести саммит 27 апреля (29 марта 2018). Дата обращения: 29 марта 2018. Архивировано 29 марта 2018 года.
26. ↑  Editorial, Reuters. South Korean defense ministry to reduce guard posts along North... U.S. (англ.). Архивировано 25 июля 2018. Дата обращения: 25 июля 2018. {{cite news}}: |first= имеет универсальное имя (справка)
27. ↑  СМИ: КНДР обвинила Южную Корею в попытках возобновить конфронтацию. ТАСС. Архивировано 9 августа 2018. Дата обращения: 9 августа 2018.
28. ↑  РК и КНДР договорились провести саммит лидеров в сентябре_Russian.news.cn. russian.news.cn. Дата обращения: 14 августа 2018. Архивировано 13 августа 2018 года.
29. ↑  СМИ: РК и КНДР начали первую за три года встречу разделенных войной семей. ТАСС. Архивировано 22 августа 2018. Дата обращения: 22 августа 2018.
30. ↑  В Южной Корее сообщили о восстановлении связи с КНДР. РБК. Дата обращения: 20 августа 2021. Архивировано 20 августа 2021 года.
31. ↑  Стартовали виртуальные военные учения Южной Кореи и США. lenta.ru. Дата обращения: 20 августа 2021. Архивировано 20 августа 2021 года.
32. ↑  송상호. (News Focus) N. Korean drone incursions pose complex security challenge to S. Korea (англ.). Yonhap News Agency (27 декабря 2022). Дата обращения: 11 января 2023. Архивировано 11 января 2023 года.
33. ↑  송상호. (3rd LD) Suspected N. Korean drones trespass across border with S. Korea: Seoul officials (англ.). Yonhap News Agency (26 декабря 2022). Дата обращения: 11 января 2023. Архивировано 11 января 2023 года.
34. ↑  Ким Чен Ын заявил о законности уничтожения Южной Кореи